# Hipòtesi de la dinamo
La hipòtesi de la dinamo  busca explicar el mecanisme pel qual un cos celeste, com ara la Terra, genera un camp magnètic al seu voltant.
En el cas de la Terra, es creu que el seu camp magnètic és causat pel moviment de convecció del ferro i níquel fosos a l'interior del nucli terrestre exterior, així com l'efecte Coriolis que apareix per la rotació del planeta. Quan un fluid conductor es desplaça per un camp magnètic ja existent, apareixen corrent elèctric induïdes, creant un altre camp magnètic. Quan aquest camp induït s'afegeix al camp preexistent, l'efecte és idèntic al que es presenta en una dinamo: el camp total se sosté a si mateix.
Camps similars apareixen en molts cossos celestes, incloent la major part de les estrelles, com el Sol (que conté plasma conductor i el nucli actiu de la Galàxia).
El paradigma de la membrana és una manera d'observar els forats negres que permet que el material proper als seus superfícies s'expressi en el llenguatge de la hipòtesi de la dinamo.